# J.J. De Bom voorheen De Kindervriend

Langspeelplaat J.J. de Bom met daarop de hoofdpersonages

J.J. De Bom voorheen De Kindervriend is een Nederlands kinderprogramma dat werd uitgezonden door de VARA van 3 april 1979 tot 28 mei 1981. Er zijn in totaal 32 afleveringen gemaakt. Deze afleveringen werden daarna nog regelmatig herhaald.
Na het verdwijnen van De Stratemakeropzeeshow bedacht het Schrijverscollectief, bestaande uit Jan Riem, Ries Moonen, Hans Dorrestijn, Karel Eykman en Willem Wilmink, J.J. de Bom. Het programma had als doel een uitlaatklep te zijn voor kinderen met vragen en problemen. In het programma werden deze problemen behandeld door middel van sketches en liedjes. De acteurs speelden behalve de vaste personages ook alle gastrollen. Altijd werd het programma onderbroken door een deskundige, die het onderwerp toelichtte met voorbeelden uit de praktijk.

## Hoofdpersonen
- Joost Prinsen als Jan J. de Bom: De eigenaar van een speelgoedwinkel die vroeger 'De Kindervriend' heette,
- Aart Staartjes als Hein Gatje: De postbode die de brieven van de kinderen komt brengen,
- Wieteke van Dort als Titia Konijn: De maatschappelijk werkster.
- Aart Staartjes als Werendfridus Jongerius: De baardige professor van de Groningse universiteit, die regelmatig in de uitzending een probleem van een kind behandelt.
- Ruben de Smet als Kinderstem

## Afleveringen en liedjes

### Seizoen 1
| Aflevering (seizoen) | Aflevering (serie) | Uitzenddatum  | Aflevering                | Liedjes |
| -------------------- | ------------------ | ------------- | ------------------------- | --- |
| 1                    | 1                  | 3 april 1979  | Boodschappen              | Stuivend Zand (tekst: Hans Dorrestijn) Naast de kassa (tekst: Karel Eykman)                                               |
| 2                    | 2                  | 10 april 1979 | Boodschappen en verliefd  | Ik heb geen meisje (tekst: Hans Dorrestijn) De liefdesbrief (tekst: Willem Wilmink)                                       |
| 3                    | 3                  | 17 april 1979 | Verliefd en idolen        | Idool Rob de Nijs (tekst: Karel Eykman) Geen spijt (tekst: Hans Dorrestijn)                                               |
| 4                    | 4                  | 24 april 1979 | Verliefd en discriminatie | Dun is de mode (tekst: Hans Dorrestijn) Moedervlekliedje (tekst: Hans Dorrestijn) Dat soort meisjes (tekst: Karel Eykman) |
| 5                    | 5                  | 1 mei 1979    | Discriminatie             | De eindeloze scheldpartij (tekst: Hans Dorrestijn en Willem Wilmink) Lage huizen (tekst: Willem Wilmink)                  |
| 6                    | 6                  | 8 mei 1979    | Discriminatie en school   | Naar een andere school (tekst: Willem Wilmink) Watertrappen (tekst: Hans Dorrestijn)                                      |
| 7                    | 7                  | 15 mei 1979   | School                    | Leve de domoren (tekst: Hans Dorrestijn) Grammatica (tekst: Willem Wilmink)                                               |
| 8                    | 8                  | 22 mei 1979   | School en thuis           | Moeder werkt (tekst: Karel Eykman) Die mooie kindertijd (tekst: Willem Wilmink)                                           |
| 9                    | 9                  | 29 mei 1979   | Thuis                     | Als je niets te doen hebt (tekst: Willem Wilmink) 's Avonds laat (tekst: Willem Wilmink)                                  |
| 10                   | 10                 | 5 juni 1979   | Thuis en seks             | Zondagmorgen (tekst: Karel Eykman) Pieleman (tekst: Hans Dorrestijn)                                                      |
| 11                   | 11                 | 12 juni 1979  | Seks                      | De voorkant (tekst: Willem Wilmink) Jongens die het nog nooit gedaan hebben (tekst: Hans Dorrestijn)                      |
| 12                   | 12                 | 19 juni 1979  | Kattekwaad                | Als de kat van huis is (tekst: Karel Eykman) Boevenpak (tekst: Willem Wilmink) (niet in de uitzending)                    |
| 13                   | 13                 | 26 juni 1979  | Criminaliteit             | Ballade van de roversbende (tekst: Willem Wilmink) Voorheen De Kindervriend (tekst: Karel Eykman)                         |

### Seizoen 2
| Aflevering (seizoen) | Aflevering (serie) | Uitzenddatum | Aflevering                   | Liedjes |
| -------------------- | ------------------ | ------------ | ---------------------------- | --- |
| 1                    | 14                 | 1 mei 1980   | Dag van de Arbeid            | Je kent ze niet (tekst: Willem Wilmink) Wat is dit voor een school? (tekst: Karel Eykman) De bezitloze klasse (tekst: Hans Dorrestijn)                      |
| 2                    | 15                 | 3 mei 1980   | Gebroken gezinnen            | Zeg dat maar aan je vader (tekst: Hans Dorrestijn) Waarom zijn we gescheiden? (tekst: Willem Wilmink) Moeders vriend en pa's vriendin (tekst: Karel Eykman) |
| 3                    | 16                 | 10 mei 1980  | Drift en agressie            | Woede achteraf (tekst: Hans Dorrestijn) Perpetuum mobile (tekst: Karel Eykman)                                                                              |
| 4                    | 17                 | 17 mei 1980  | Overgevoeligheid             | Geluidshinder (tekst: Willem Wilmink) Rhapsodie van de overgevoeligheden (tekst: Hans Dorrestijn)                                                           |
| 5                    | 18                 | 24 mei 1980  | Buitenbeentjes               | Daar kan ik niet tegen (tekst: Willem Wilmink) De truttejas (tekst: Karel Eykman) De buitenbeentjes (tekst: Hans Dorrestijn) (niet in de uitzending)        |
| 6                    | 19                 | 31 mei 1980  | Wereldleed                   | Kettinglied (tekst: Hans Dorrestijn) Boter op je hoofd (tekst: Karel Eykman) Oorlog (tekst: Willem Wilmink)                                                 |
| 7                    | 20                 | 7 juni 1980  | Seks en verliefdheid         | Verliefd (tekst: Karel Eykman) Tienertoeren (tekst: Karel Eykman)                                                                                           |
| 8                    | 21                 | 14 juni 1980 | School en onrechtvaardigheid | Ik weet niet hoe ik huiswerk maken moet (tekst: Willem Wilmink) Brugklassertje (tekst: Karel Eykman)                                                        |
| 9                    | 22                 | 21 juni 1980 | Het gezin                    | Overgeïrriteerde moeder (tekst: Hans Dorrestijn) Het verwende broertje (tekst: Karel Eykman) (niet in de uitzending)                                        |

### Seizoen 3
| Aflevering (seizoen) | Aflevering (serie) | Uitzenddatum  | Aflevering              | Liedjes |
| -------------------- | ------------------ | ------------- | ----------------------- | --- |
| 1                    | 23                 | 26 maart 1981 | Onzekerheid             | De stoplichten (tekst: Karel Eykman) Naar het gym (tekst: Hans Dorrestijn) (niet in de uitzending)                                                             |
| 2                    | 24                 | 2 april 1981  | Seks en het lichaam     | Een kop die jezelf niet bevalt (tekst: Willem Wilmink) Jossie (tekst: Karel Eykman)                                                                            |
| 3                    | 25                 | 9 april 1981  | Integriteit             | Het einde van een vriendschap (tekst: Hans Dorrestijn) Twee vriendinnen (tekst: Willem Wilmink)                                                                |
| 4                    | 26                 | 16 april 1981 | School en intelligentie | De middenmoot (tekst: Hans Dorrestijn) Loodzware tassen (tekst: Willem Wilmink)                                                                                |
| 5                    | 27                 | 23 april 1981 | Kindertehuizen          | Orde en regelmaat (tekst: Willem Wilmink) Eenzame balling (tekst: Hans Dorrestijn)                                                                             |
| 6                    | 28                 | 30 april      | Geloof                  | Voorbede voor een dwarse meid (tekst: Karel Eykman) De duivel heden ten dage (tekst: Hans Dorrestijn) Ommekeer (tekst: Willem Wilmink) (niet in de uitzending) |
| 7                    | 29                 | 7 mei 1981    | Bijgeloof               | Het lichtenbeest (tekst: Karel Eykman) God woont in de Fokke Simonszstraat (tekst: Willem Wilmink) Kampvuurballade (tekst: Willem Wilmink)                     |
| 8                    | 30                 | 14 mei 1981   | Zwak en sterk           | De pestkop (tekst: Hans Dorrestijn) De krikkemakken en de krakkemikken (tekst: Hans Dorrestijn)                                                                |
| 9                    | 31                 | 21 mei 1981   | Eenzaamheid             | Lloyd-hotel (tekst: Willem Wilmink) De wanhoop nabij (tekst: Hans Dorrestijn)                                                                                  |
| 10                   | 32                 | 28 mei 1981   | Feest                   | Wat een feestje! (tekst: Karel Eykman) Ze komt niet meer (tekst: Willem Wilmink)                                                                               |

30 minuten ·
De Avondshow met Arjen Lubach ·
Barend blijft aan de gang ·
CAST ·
Cojones ·
Daar Vliegende Panters ·
The Daily Show ·
Dit was het nieuws ·
Draadstaal ·
Egoland ·
Even tot hier ·
Farce Majeure ·
Hadimassa ·
Hoe bestaat het ·
Hotel Hollandia ·
Jiskefet ·
J.J. De Bom voorheen De Kindervriend ·
Kanniewaarzijn ·
Keek op de week ·
Klikbeet ·
Koefnoen ·
Koningshuis the Musical ·
Kopspijkers ·
Koppensnellers ·
Kreatief met Kurk ·
De Kwis ·
Lubach ·
De Luizenmoeder ·
Makkelijk Scoren ·
Medialand ·
NeonLetters ·
Nieuw Zeer ·
De Nieuwste Show ·
Ook dat nog! ·
Panache ·
Pisa ·
Plakshot ·
Promenade ·
Sanne Wallis de Show ·
Simplisties Verbond ·
Spaanders ·
Spotlicht ·
De Stratemakeropzeeshow ·
Studio Spaan ·
Theo en Thea ·
Toren C ·
De TV Kantine ·
Van de Week ·
Van Kooten en De Bie ·
Van Zon op Zaterdag ·
Verona ·
Vlogmania ·
Voor de Show ·
Wat een poppenkast! ·
Wat een Wereld ·
Wegtrekkers & Animal Crackers ·
We zijn weer thuis ·
Zondag met Lubach ·
Zo is het toevallig ook nog 's een keer